# خط زمني لمنظمة التجارة العالمية
هذا خط زمني لمنظمة التجارة العالمية (WTO).

## خط زمني
- أكتوبر 1947 - وقعت 23 دولة الاتفاقية العامة بشأن التعريفات الجمركية والتجارة (GATT) في جنيف، سويسرا، في محاولة لإعطاء دفعة مبكرة لتحرير التجارة.
- نوفمبر 1947 - اجتمع مندوبو 56 دولة في هافانا، كوبا، لبدء التفاوض على الميثاق المقترح منظمة التجارة الدولية (ITO).
- 1 يناير 1947- 1948 دخلت الجات حيز التنفيذ.
- مارس 1948 - تم توقيع ميثاق منظمة التجارة الدولية ولكن الكونغرس الأمريكي رفضها، تاركاً الجات باعتبارها الأداة الوحيدة التي تنظم التجارة العالمية الدولية.
- 1949 - الجولة الثانية من محادثات الجات عن التجارة التي عقدت في آنسي، فرنسا.
- 1950 - الجولة الثالثة من محادثات الجات عقدت في توركاي، إنجلترا.
- 1956 - انتهت جولة جنيف في مايو 1956، مما أدى إلى انخفاض 2.5 مليار دولار في التعريفات الجمركية.
- 1962-1960 - خامس جولة للجات سميت تكريماً للأمين 57 لوزارة الخزانة الأمريكية دوغلاس ديلون الذي اقترح المفاوضات.
- 1969-1964 - جولة كينيدي، سميت تكريماً لجون كينيدي، حققت تخفيضاً للرسوم الجمركية قيمته 40 مليار دولار من التجارة العالمية.
- 1979-1973 - الجولة السابعة، التي بدأت في طوكيو، اليابان، والنتائج ليس فقط الحد من التعريفات ولكن الحواجز التجارية أيضاً.
- 1994-1986 - إطلاق وزراء الجات للتجارة جولة أوروغواي في بونتا دل استي، أوروغواي، كبداية للجولة التجارية الأكثر طموحاً والأبعد مدى حتى الآن.
- 1994-1986 - تصل مفاوضات الجات ذروتها في اتفاقية مراكش التي أسست منظمة التجارة العالمية (WTO).
- 1 يناير 1995 - خرجت منظمة التجارة العالمية إلى حيز الوجود.
- 1 مايو 1995 - أصبح ريناتو روجيرو المدير العام لمدة 4 سنوات.
- 9 ديسمبر 1996 – 13 ديسمبر 1996 - افتتاح المؤتمر الوزاري الأول الذي عقد في سنغافورة. وقد ظهرت الخلافات بين الاقتصادات الدول المتقدمة والنامية إلى حد كبير خلال هذا المؤتمر على مدى الأربع قضايا التي بدأها هذا المؤتمر، مما أدى أن يشار إليها مجتمعة باسم «قضايا سنغافورة».
- 18 مايو 1998 – 20 مايو 1998 - المؤتمر الوزاري الثاني في جنيف، سويسرا.
- 1 سبتمبر 1999 - مايك مور أصبح المدير العام. في منافسة حامية الوطيس. في نهاية المطاف تم التوصل إلى حل وسط مع مايك مور وسوباتشاي بانتشباكدي وأخذ كلاً منهما نصف مدة ست سنوات.
- 30 نوفمبر 1999 – 3ديسمبر 1999 - المؤتمر الوزاري الثالث يقام في سياتل، الولايات المتحدة. المؤتمر نفسه ينتهي إلى الفشل، بسبب التظاهرات الحاشدة وأعمال الشغب (30000 متظاهر على الأقل عطلوا القمة) مما لفت الانتباه في جميع أنحاء العالم.
- 9 نوفمبر 2001 – 13 نوفمبر 2001 - الاجتماع الوزراي لمنظمة التجارة العالمية في 2001 عقد في الدوحة، قطر. وافق أعضاء المنظمة على جولة الدوحة للتنمية (DDA أو جولة الدوحة)، في الجولة التاسعة التجارية التي يهدف إلى فتح المفاوضات بشأن فتح أسواق للبضائع الزراعية المصنعة والخدمات. وقد أصدر المؤتمر تصريح الدوحة.
- 11 ديسمبر 2001 - تنضم الصين إلى منظمة التجارة العالمية بعد 15 عاماً من المفاوضات (الأطول في تاريخ الجات).
- 1 يناير 2002 - تنضم تايوان تحت اسم «الإقليم الجمركي المنفصل لتايوان، بنغهو وكينمن وماتسو».
- أغسطس 2002 - قواعد منظمة التجارة العالمية لصالح الاتحاد الأوروبي في خلافها مع الحكومة الفيدرالية للولايات المتحدة على الاعفاءات الضريبية لمصدري الولايات المتحدة. ويحصل الاتحاد الأوروبي على الضوء الاخضر لفرض 4000000000 دولار في العقوبات ضد الولايات المتحدة، وهي أعلى التعويضات الممنوحة في أي وقت مضى من قبل منظمة التجارة العالمية.
- 1 سبتمبر 2002 - تايلانديون النائب السابق لرئيس وزراء تايلاند سوباتشاي بانتشباكدي يبدأ مدة ثلاث سنوات كمدير عام. وهو أول رئيس لمنظمة التجارة العالمية يأتي من دولة نامية.
- سبتمبر 2003 - أعلنت منظمة التجارة العالمية اتفاقاً يهدف إلى إعطاء الدول النامية الحصول على الأدوية الرخيصة، واصفة إياها بالتاريخية. وتعبر وكالات الاغاثة عن خيبة أملهم في الصفقة.
- 10 سبتمبر 2003 – 14سبتمبر 2003 - يهدف المؤتمر الوزاري الخامس في كانكون، المكسيك في تزوير اتفاق بشأن جولة الدوحة. تحالف 22 من دول جنوب الولايات المتحدة، ومجموعة العشرين (بقيادة الهند وجمهورية الصين الشعبية والبرازيل)، قاوم مطالب كوريا الشمالية لاتفاقات بشأن ما يسمى «قضايا سنغافورة»، على سياسة مسابقة وعلى المشتريات العامة في محادثات التجارة. بدلا ًمن ذلك دعوا إلى وضع حد لدعم زراعي داخل الاتحاد الأوروبي والولايات المتحدة. وانهارت المحادثات دون إحراز تقدم، على الرغم من أن تسهيل التجارة كان واحداً من قضايا سنغافورة، ظهر من جديد بدعم من كل من البلدان المتقدمة والنامية في وقت لاحق التجارة مناقشة جولة الدوحة.
- ديسمبر 2003 - أعلنت منظمة التجارة العالمية أن الواجبات التي تفرضها الولايات المتحدة على واردات الحديد الصلب غير قانونية. ومن ثم ألغى رئيس الولايات المتحدة جورج دبليو بوش يلي الرسوم الجمركية لتجنب حرب تجارية مع الاتحاد الأوروبي.
- أغسطس 2004 - توصلت محادثات جنيف لاتفاق حول جولة الدوحة. وخفضت الدول المتقدمة الإعانات الزراعية، وفي المقابل من شأن البلدان النامية أن تخفض الحواجز الجمركية على السلع المصنعة.
- مارس 2005 - كدعم لشكوى من البرازيل حكمت منظمة التجارة العالمية أن الدعم الأمريكي لقطن الفلاح غير قانوني.
- مايو 2005 - محادثات باريس تهدف إلى وضع الصيغة النهائية لقضايا الاتفاق قبل المؤتمر الوزاري 2005 بديسمبر في هونغ كونغ معلقة على المسائل التقنية. مجموعة الخمسة (الولايات المتحدة وأستراليا والاتحاد الأوروبي والبرازيل والهند) فشلت في الموافقة على الدجاج ولحم البقر والأرز. وتواصل فرنسا للاحتجاج على القيود المفروضة على الإعانات للمزارعين. أوكسفام تتهم الاتحاد الأوروبي بأساليب المماطلة التي تهدد عرقلة جولة الدوحة.
- مايو 2005 - وافقت منظمة التجارة العالمية على بدء محادثات العضوية مع إيران.
- سبتمبر 2005 - الفرنسي باسكال لامي يتولى منصب المدير العام لمنظمة التجارة العالمية. وقد كان في السابق المفوض الأوروبي للتجارة.
- أكتوبر 2005 - الولايات المتحدة تقدم إجراء تخفيضات كبيرة في الدعم الزراعي إذا كانت الدول الأخرى، ولا سيما الاتحاد الأوروبي ستفعل الشيء نفسه.
- 11 نوفمبر 2005- يتبنى المجلس العام لمنظمة التجارة العالمية بنجاح شروط السعودية للانضمام.
- 13 ديسمبر 2005 – 18 ديسمبر 2005 - محادثات التجارة العالمية في هونغ كونغ تبدأ وسط اعتقاد واسع أنها لن تنجح في عمل انفراجة.
- 24 يوليو 2006 - في نهاية اجتماع آخر لوزراء التجارة في جنيف، يعلق باسكال لامي المفاوضات رسمياً.
- أكتوبر 2006 - تتوصل الولايات المتحدة وروسيا إلى اتفاق من حيث المبدأ على صفقة الوصول إلى الأسواق الثنائية في سياق جهود روسيا للانضمام إلى منظمة التجارة العالمية.
- 11 يناير 2007 - فيتنام تصبح الدولة العضو 150 في منظمة التجارة العالمية.
- 7 فبراير 2007 - في تقريره إلى لامي يقول المجلس العام للمنظمة أن «الظروف السياسية هي الآن أكثر مواتاة لاختتام جولة مما كانت عليه لفترة طويلة». ثم يضيف أن «القادة السياسيين في جميع أنحاء العالم يريدون لنا بوضوح أن نعود تماماً لرجال الأعمال، على الرغم من أننا في المقابل نحتاج التزامهم باستمرار».[1]